# 736 Naval Air Squadron
736ème Escadron aéronaval
Le 736 Naval Air Squadron ou 736 NAS est un escadron de formation du Fleet Air Arm de la Royal Navy. Il est basé au Royal Naval Air Station Culdrose (RNAS Culdrose) dans les Cornouailles en Angleterre. L'escadron a été formé en 1943, dissout et reformé plusieurs fois, et recréé récemment en 2013.
Il exploite actuellement le BAe Hawk T1, à la suite de la dissolution de la Fleet Requirements and Aircraft Direction Unit (en) (FRADU) qui a fonctionné jusqu'en mars 2022.

## Historique

### Formation et premières années
L'escadron a d'abord été formé au RNAS Yeovilton le 24 mai 1943 en tant qu'escadron d'entraînement au combat aérien pour les aviateurs navals, avant de passer au RNAS St Merryn en septembre de la même année. Entre 1943 et 1952, l'escadron a exploité plusieurs avions à moteur à pistons, dont le Supermarine Seafire, le Fairey Barracuda, le Hawker Sea Fury et le Fairey Firefly.

### L'ère des jets

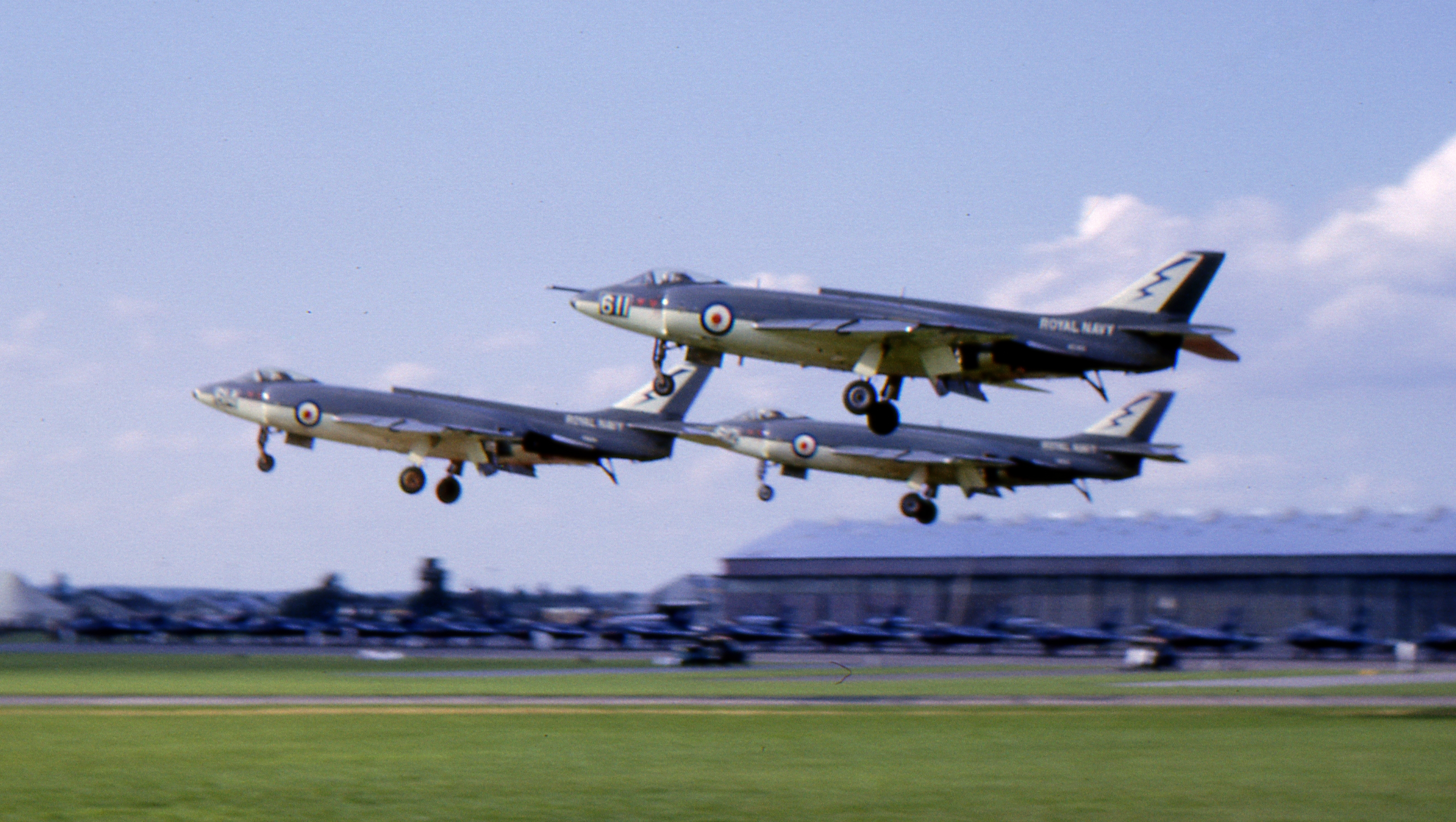
Trois Supermarine Scimitar du 736e Escadron à Farnborough, en 1962

Le 736 NAS a déménagé au RNAS Culdrose en 1950 où, en août 1952, il a finalement été dissout en tant qu'escadron à moteur à pistons et reformé en tant qu'Advanced Jet Flying School avec des avions à réaction Supermarine Attacker et Meteor T.7.

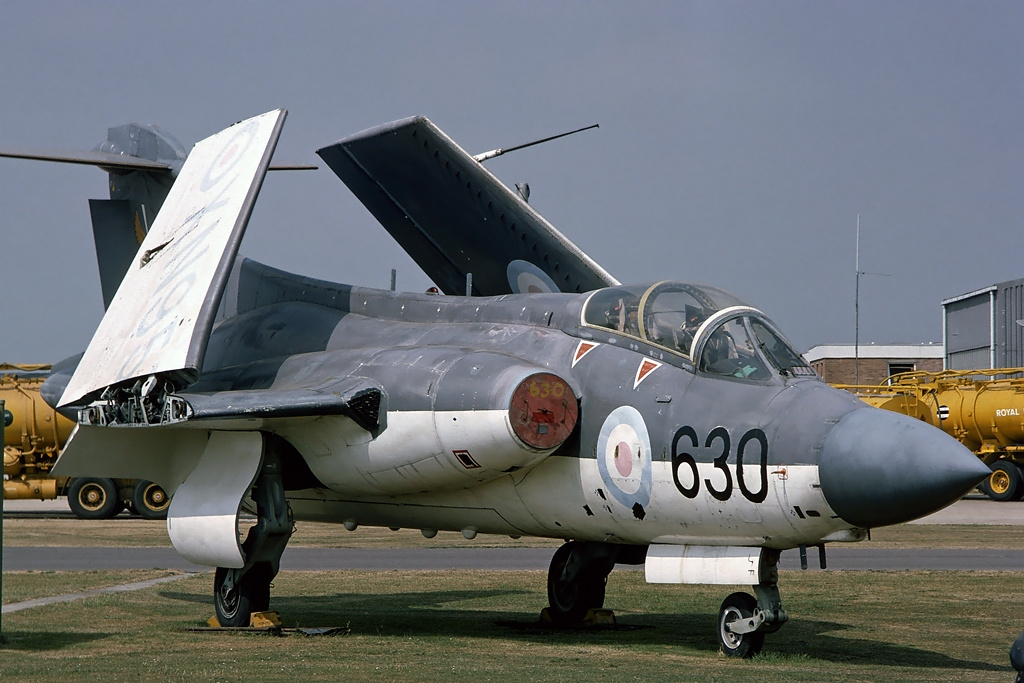
Blackburn Buccaneer

Il a été remis en service au RNAS Lossiemouth en juin 1953 en tant qu'escadron d'entraînement pour Sea Vampire et Hawker Sea Hawk. En 1959, l'escadron était équipé du Supermarine Scimitar F.1 pour fournir un soutien aux escadrons opérationnels. Alors que les Scimitar commençaient à être progressivement supprimés du service de première ligne, le 736 NAS a été dissout le 26 mars 1965.
Il s'est reformé peu de temps après avec le Blackburn Buccaneer S.2, afin de former les équipages pour l'avion. Toujours basée au RNAS Lossiemouth, à partir de 1967, l'unité partagea un pool d'avions avec le 803 Naval Air Squadron (en), le QG Buccaneer et l'unité d'essais d'armes. Avec la décision de transférer tous les Buccaneer de la Royal Navy à la Royal Air Force, l'escadron a assumé la tâche supplémentaire de former les équipages de la RAF. En 1971, la RAF a créé sa propre unité de conversion opérationnelle (237 OCU) pour prendre en charge la formation de ses propres équipages et du nombre décroissant d'équipages RN. 

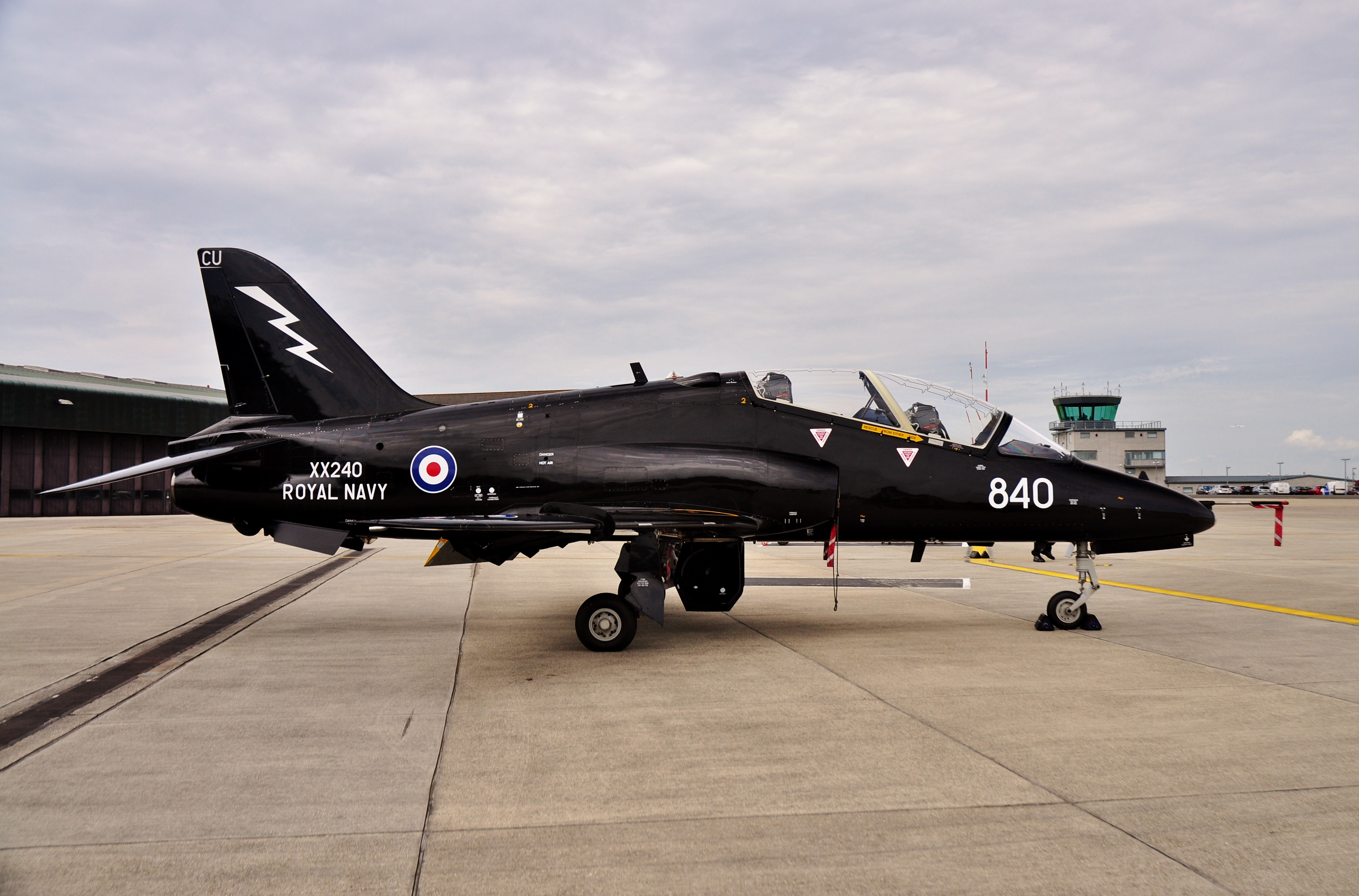
Un BAE Hawk T1 du 736 Naval Air Squadron

Le 736 NAS a finalement été dissout au début de 1972 jusqu'à ce qu'il soit remis en service en 201, exploitant désormais l'avion à réaction rapide biplace BAe Hawk T1/T1A de la Fleet Air Arm.

### Actuellement
Depuis la réforme de l'escadron, il a soutenu de nombreux exercices au Royaume-Uni (y compris l'Exercice Joint Warrior, qui se déroule en Écosse) et à l'étranger.
Le rôle du Hawk devait être remplacé par le programme ASDOT (Air Support to Defence Operational Training (en)) qui aurait fourni une formation d'agresseur aux trois forces armées britanniques, mais le projet a été annulé en mars 2019. La Royal Navy a annoncé que l'escadron devait se dissoudre après un dernier survol le 22 mars 2022. L'escadron a été mis hors service le 31 mars 2022.